# Wangshi (köpinghuvudort i Kina, Hubei Sheng, lat 30,11, long 113,11)
Wangshi (kinesiska: 网市, 网市镇) är en köpinghuvudort i Kina. Den ligger i provinsen Hubei, i den centrala delen av landet, omkring 120 kilometer sydväst om provinshuvudstaden Wuhan. Antalet invånare är 39 050. Befolkningen består av 18 952 kvinnor och 20 098 män. Barn under 15 år utgör 19,0 %, vuxna 15-64 år 68 %, och äldre över 65 år 12,0 %.
Runt Wangshi är det tätbefolkat, med 297 invånare per kvadratkilometer. Närmaste större samhälle är Xingou, 14,8 km väster om Wangshi. Trakten runt Wangshi består till största delen av jordbruksmark.
Genomsnittlig årsnederbörd är 1 462 millimeter. Den regnigaste månaden är maj, med i genomsnitt 197 mm nederbörd, och den torraste är december, med 25 mm nederbörd.